# WSU Gyógyszerészeti és Gyógyszerésztudományi Főiskola
A Washingtoni Állami Egyetem Gyógyszerészeti és Gyógyszerésztudományi Főiskolája az intézmény spokane-i kampuszán található. Az 1912-ben akkreditált intézmény 2013-ban költözött jelenlegi helyére.
Az iskolának 653 PharmD- és 31 PhD-hallgatója van.

## Fordítás
Ez a szócikk részben vagy egészben  a   Washington State University College of Pharmacy című angol Wikipédia-szócikk ezen változatának fordításán alapul.  Az eredeti cikk szerkesztőit annak laptörténete sorolja fel. Ez a jelzés csupán a megfogalmazás eredetét és a szerzői jogokat jelzi, nem szolgál a cikkben szereplő információk forrásmegjelöléseként.